# 涂勤华
涂勤华（1952年—），江西进贤人，汉族，中华人民共和国政治人物、第十一届全国人民代表大会江西地区代表。
毕业于清华大学精密仪器系自动控制专业，是中共党员。担任江西省经贸委主任。2008年起担任全国人大代表。